# Sandball

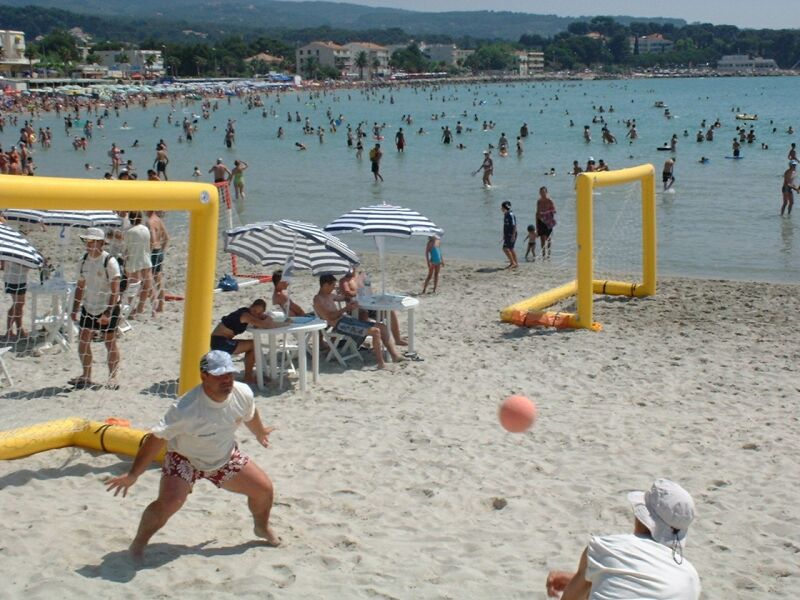
Sandball sur la plage de La Ciotat

Le sandball est un sport collectif dérivé du handball. Cette variante se pratique sur une plage ou du moins sur un terrain de sable d'une surface de 15 mètres de long sur 12 à 14 mètres de large. Il oppose deux équipes de quatre joueurs (hors remplaçants) autour d'un ballon similaire à celui du handball. Tout comme son grand frère, le sandball se prononce à l'allemande (ball étant prononcé comme le français « balle »).
Il existe une autre forme de handball sur sable : le beach handball qui, contrairement au sandball, est un sport de compétition (au même titre que le beach volley par exemple) et est reconnu par l'IHF (Fédération internationale de handball) alors que le sandball est reconnu par la FFHandball (Fédération française de handball) mais reste peu connu de l'IHF. La différence entre ces deux pratiques ne s'arrête pas là, puisque leurs règles respectives sont également différentes.
Depuis 2012, la FFHandball labellise uniquement le Sandball sur sable.

## Histoire

### Création
Le sandball est né peu de temps après le titre de Champion du monde décroché en 1995 par l'équipe de France, les « Barjots », en Islande. Éric Quintin et Laurent Munier, deux joueurs de cette équipe, accompagnés de Bhakti Ong décident de prolonger la ferveur déclenchée par le titre en délogeant le handball des gymnases pour l'installer sur les plages.
Afin de protéger leur idée, les 3 créateurs déposent la marque sandball ainsi que son logo requin le 3 mai 1996 et créent l'association Handballez-vous afin de promouvoir cette pratique.

### Récréation
Même s'il existe aujourd'hui des tournois et que l'engouement autour du sandball ne cesse de s'accroître, ce sport ne se veut pas, par essence, un sport de compétition. Au contraire, le sandball est un sport ludique, décontracté, axé sur le spectacle et le beau jeu.
L'association Handballez-vous organise chaque année le Sandball Tour qui compte plusieurs étapes en France.

## Règles du jeu

### Le terrain
Le terrain se divise en une aire de jeu réservée aux joueurs de champs et mesurant 15 mètres de long sur 12 à 14 mètres de largeur, et deux zones de 6 mètres de long sur 12 à 14 mètres de large, réservées aux gardiens de buts.
Une cage gonflable de 3 mètres sur 2 est placée dans chacune des zones.

### Les équipes
Chaque équipe est composée de sept joueurs : un gardien de but, trois joueurs de champs et trois remplaçants. Les remplacements sont, tout comme au handball, illimités. Les joueurs sont obligatoirement pieds nus ou en chaussettes.

### Déroulement d'un match
Une partie est divisée en deux manches de sept minutes chacune. On parle ici de manche et non de mi-temps, la différence réside dans le fait que le score est remis à zéro à l'issue de la première manche. Ainsi une équipe « écrasée » lors de la première manche conserve une chance de gagner le match.
Si chaque équipe gagne une manche on procède alors au « un contre gardien », qui consiste en une série de relances (un gardien relanceur et un attaquant contre le gardien de but adverse).
Le match en lui-même se déroule sensiblement dans les mêmes conditions qu'un match de handball à quelques différences près :
- En défense, tout contact est interdit.
- Les sorties de gardien sont strictement interdites afin de préserver l’intégrité physique des joueurs.
- La défense alignée à six mètres est interdite. Une équipe doit montrer sa volonté de récupérer la balle par une défense étagée.
- Un but marqué en « Kung-fu » (le tireur réceptionne et tire dans la même suspension) vaut deux points. Un but marqué en « double Kung-fu » (une première passe à un joueur en suspension qui remet avant de retomber à un autre, lui-même réceptionnant et tirant dans la même suspension) vaut trois points. Tout autre but (y compris 360°, salto etc.) vaut un point.
- Il n'y a pas de jet de coin (aussi appelé « corner ») : si la balle sort du côté des zones neutres, la remise en jeu est toujours effectuée par le gardien.
- Pour toutes les fautes graves d’anti-jeu, pouvant atteindre l’intégrité physique d’un joueur en particulier sur un joueur tentant un Kung-Fu, l’arbitre accorde des points de pénalité à l’équipe lésée (2 points pour un simple Kung-Fu, 3 points pour un double Kung-Fu) et la balle est aussi rendue à l’équipe lésée. Dans tous les cas, il n'y a pas d'exclusion temporaire : une faute importante sera sanctionnée par un point de pénalité accordé à l'équipe adverse ainsi que la remise du ballon à l’équipe non fautive.

Toutes ces règles ont pour objectifs d'encourager le côté spectaculaire et aérien de ce sport.